# Вевелгем
Вевелгем (хол. Wevelgem) је општина у Белгији у региону Фландрија у покрајини Западна Фландрија. Према процени из 2007. у општини је живело 30.926 становника.

## Становништво
Према процени, у општини је 1. јануара 2015. живело 31.307 становника.
| 1984.  | 2000.  | 2010. | 2015. |
| ------ | ------ | ----- | ----- |
| 29.618 | 31.374 | 30975 | 31307 |